# Friedrichshofen-Hollerstauden
Friedrichshofen-Hollerstauden ist ein Stadtbezirk in Ingolstadt mit einer Einwohnerzahl von 9.133 (Stand Ende 2013). Größter Arbeitgeber ist das Klinikum Ingolstadt. Im Gewerbegebiet befindet sich das Einkaufszentrum Westpark.
Unterbezirke:
- Hollerstauden
- Friedrichshofen
- Gaimersheimer Heide